# Laia Pons i Areñas
Laia Pons i Areñas (Granollers, Vallès Oriental, 24 d'abril de 1993) és una nedadora catalana de natació sincronitzada, guanyadora d'una medalla olímpica.
Membre del CN Granollers, arran de la seva proclamació com a Campiona d'Espanya Junior a la modalitat solo el 2011, l'entrenadora Anna Tarrés la va fitxar per a la selecció espanyola. Així, l'any següent va participar, als 19 anys, en els Jocs Olímpics d'Estiu de 2012 celebrats a Londres (Regne Unit), on va aconseguir guanyar la medalla de bronze en la competició per equips.
El 2013 va aconseguir diverses medalles al Campionat del món de natació de Barcelona.